# The Lost World: Jurassic Park (jeu vidéo, arcade)
Pour les articles homonymes, voir The Lost World: Jurassic Park (jeu vidéo).
The Lost World: Jurassic Park est un jeu vidéo d'action sorti en 1997 sur Mega Drive, Saturn, Game Boy et Game Gear. Le jeu a été développé par Appaloosa Interactive et édité par Sega et Tiger. Sega a aussi développé avec son studio Sega AM3 un jeu de tir au pistolet sur borne d'arcade (Model 3 Step 1.5).

## Scénario
Dans The Lost World: Jurassic Park, le ou les joueur(s) doivent rejoindre Ian et Sarah au laboratoire, afin de soigner un jeune dinosaure blessé. La route est longue et dangereuse, surtout quand on sait que les parents du dinosaure blessé veulent le récupérer à tout prix.

## Système de jeu
Version Arcade
The Lost World: Jurassic Park en arcade est un jeu qui utilise un pistolet optique à la manière d'un Time Crisis ou de The House of the Dead, vous devez pointer l'écran et tirer en fonction de la situation (ici il faut tirer sur des dinosaures d'espèces différentes). Un curseur apparait à l'endroit où vous pointez seulement pendant les cinématiques.
The Lost World: Jurassic Park est un jeu à la première personne sur rails, autrement dit l'écran affiche le même angle de vue que vous si vous étiez dans la situation donnée et enfin la caméra a un parcours préprogrammé dans un paysage qu'elle suit automatiquement tout en respectant votre timing. Par exemple, si vous avez des difficultés à abattre un dinosaures ou autres, la caméra ne suivra son parcours qu'une fois l'ennemie abattu.
Lors des scènes avec un boss, pour s'en sortir il faut tirer sur des cercles qui apparaissent à des moments précis. Généralement ces cercles apparaissent dans la gueule de l'ennemie lorsqu'il l'ouvre. Notez que ces cercles deviennent de plus en plus rouges avant de disparaitre et que leur tirer dessus peut avoir des avantages, mais risques de les rater.
Parfois, on rencontre dans le jeu des personnes en mauvaises situations et qui requiert de l'aide car des dinosaures essaient de manger la personne dite. 
Si en essayant de l'aider vous lui tirez accidentellement dessus, ce n'est pas grave ; mais il faudra se débarrasser des dinosaures qui le mangeaient. Dans le cas contraire, le personnage se relève et vous offre un bonus.
Il existe plusieurs bonus :
- Le pistolet électrique qui électrocute toutes ses victimes. Rapide, maniable et très efficace.

- Le snipe qui permet d'afficher un curseur vous indiquant précisément l'endroit où vous tirez.

- La vie. Au début de la partie vous en avez quatre, à chaque fois que vous vous faites attaquer vous en perdez une. Vous pouvez en récupérer quatre une fois mort en repayant la partie.